# Tara (waga)
Tara (arab. طرح, wym. tarha  – potrącenie) – masa opakowania towaru, różnica między całkowitą masą towaru z opakowaniem (masa brutto) a masą towaru bez opakowania (masą netto).
Proces równoważenia tary na wadze przed przystąpieniem do ważenia towaru to tarowanie.